# Armas Nacionais do Brasil
As Armas Nacionais ou o Brasão de Armas do Brasil, comumente chamado Brasão da República, é um dos quatro símbolos oficiais da República Federativa do Brasil, conforme estabelece o art. 13, § 1.º, da Constituição do Brasil. Os outros símbolos da República são a Bandeira Nacional, o Hino Nacional e o Selo Nacional. As Armas Nacionais foram idealizadas pelo engenheiro Artur Zauer e desenhadas por Luís Gruder e algumas fontes dizem que foi sob encomenda própria do presidente Manuel Deodoro da Fonseca. Porém, trabalhos mais aprofundados em heráldica brasileira afirmam que Deodoro não havia encomendado o desenho, e o que verdadeiramente teria acontecido foi que a gráfica Laemert, onde Zauer trabalhava, apresentou o símbolo ao marechal Deodoro, que de pronto aprovou e o oficializou como brasão nacional.
Segundo a Lei 5 700, de 1 de setembro de 1971, as Armas Nacionais são as instituídas pelo decreto 4, de 19 de novembro de 1889, com a alteração feita pela Lei 5 443, de 28 de maio de 1968 e pela Lei 8 421, de 11 de maio de 1992. As Armas Nacionais compõem também a faixa presidencial, em sua parte frontal.

## Descrição heráldica
Ainda segundo a Lei 5 700/71, alterada pela Lei 8 421, de 11 de maio de 1992, a feitura das Armas Nacionais deve obedecer à proporção de quinze de altura por quatorze de largura, e atender às seguintes disposições:
1. O escudo redondo será constituído em campo azul-celeste, contendo cinco estrelas de prata, dispostas na forma da constelação do Cruzeiro do Sul, com a bordadura do campo perfilada de ouro, carregada de estrelas de prata em número igual ao das estrelas existentes na bandeira nacional;

2. O escudo ficará pousado numa estrela partida e gironada, de dez peças de sinopla e ouro, bordada de duas tiras, a interior de goles e a exterior de ouro;
3.O todo brocante sobre uma espada, em pala, empunhada de ouro, guardas de blau, salvo a parte do centro, que é de goles e contendo uma estrela de prata, figurará sobre uma coroa formada de um ramo de café frutificado, à destra, e de outro de fumo florido, à sinistra, ambos da própria cor, atados de blau, ficando o conjunto sobre um resplendor de ouro, cujos contornos formam uma estrela de vinte pontas;

4. Em listel de blau, brocante sobre os punhos da espada, inscrever-se-á, em ouro, a legenda República Federativa do Brasil, no centro, e ainda as expressões 15 de novembro, na extremidade destra, e as expressões de 1889, na sinistra.— Lei 5.700, de 1 de setembro de 1971

## Uso
| |  |  |
| Duas versões do brasão de armas dos "Estados Unidos do Brasil", nome oficial que vigorou de 1889 a 1967. Constituem parte do processo de elaboração efetuado por Artur Zauer, embora a 1ª versão também fosse usada até o início do século XX. |  |  |

É obrigatório o uso das Armas Nacionais, segundo o artigo 26 da Lei 5 700/71, com a redação dada pela lei 8 421/92:
- No palácio da Presidência da República e na residência do presidente da República;
- nos edifícios sede dos ministérios;
- nas casas do Congresso Nacional;
- no Supremo Tribunal Federal, nos tribunais superiores e nos tribunais federais de recursos;
- nas prefeituras e câmaras municipais;
- na frontaria dos edifícios das repartições públicas federais;
- nos quartéis das forças federais de terra, mar e ar e das polícias militares e corpos de bombeiros militares, nos seus armamentos, bem como nas fortalezas e nos navios de guerra;
- na frontaria ou no salão principal das escolas públicas;
- nos papéis de expediente, nos convites e nas publicações oficiais de nível federal.

Segundo o Decreto 80.739, de 14 de novembro de 1977, o uso das Armas Nacionais em documentos deve ser em preto e branco.

## Brasil colonial (1500–1816)

Brasão do Estado do Brasil.

Como território ultramarino português, ao Brasil foi atribuído um brasão de armas, dentro da tradição heráldica lusitana. Esse brasão estava ordenado como um escudo de prata, com uma árvore de carvalho de verde, encimada por uma cruz latina em vermelho. Trata-se de armas falantes, que faziam uma referência óbvia aos dois nomes conferidos a essa terra, inicialmente "Terra de Santa Cruz" e posteriormente "Brasil". Não se sabe exatamente quando foi criado esse brasão. Nota-se contudo que foi muito pouco difundido e decerto nunca foi usado de maneira oficial, podendo nunca ter passado de um brasão fantasioso. Há pelo menos dois registros desse brasão: no códice Thesouro de Nobreza, do rei de armas Índia Francisco Coelho Mendes, editado em 1675 e ora presente no arquivo da Torre do Tombo em Lisboa,  e na página 63 do terceiro volume de História geral da colonização portuguesa no Brasil.
Em 1645, logo após a batalha das Tabocas, D. João IV, depois de elevar o Brasil à categoria de Principado e de conferir ao príncipe herdeiro o título de Príncipe do Brasil, deu ao Brasil uma esfera armilar manuelina como armas. Tais armas passaram a figurar, em campo branco, como bandeira particular do Principado do Brasil, que passou a ser empregada na navegação para o Brasil.
Em 16 de dezembro de 1815 o Estado do Brasil (1549-1815), então colônia de Portugal, foi elevado a categoria de reino para que fosse juridicamente possível a realização de uma união política com o Reino de Portugal e dos Algarves. Assim, o Reino de Portugal passou a se chamar oficialmente denominado Reino Unido de Portugal, Brasil e Algarves. Por meio da carta de lei de 13 de maio de 1816, o brasão ganhou armas, e as armas do reino foram modificadas:

I. Que o Reino do Brazil tenha por Armas uma esphera armilar de ouro em campo azul.
II. Que o escudo real português, inscrito na dita esfera armilar de ouro em campo azul, com uma Coroa sobreposta, fique sendo de hoje em diante as armas do Reino Unido de Portugal e do Brasil e Algarves, e das mais partes integrantes da minha Monarchia.
III. Que estas novas armas sejam por conseguinte as que uniformemente se hajam de empregar em todos os estandartes, bandeiras, sellos reaes e cunhos de moedas, assim como em tudo mais em que até agora se tenha feito uso das armas precedentes.
— Carta de lei de 13 de maio de 1816.

## Império do Brasil (1822–1889)

Brasão do Reino do Brasil no curto período de 18 de setembro a 1 de dezembro de 1822. Nesse período, o globus cruciger encima a coroa e o laço da nação estão conforme a heráldica da época.

O brasão imperial foi primeiramente utilizado como insígnia do estandarte pessoal do príncipe real do Reino Unido de Portugal, Brasil e Algarves, criado pelo pintor francês Jean Baptiste Debret a pedido de D. Pedro de Alcântara, já como príncipe-regente. O título fora criado por seu pai, D. João VI, para indicar os herdeiros aparentes do trono português, em substituição ao antigo título de príncipe do Brasil. Pouquíssimo tempo foi transcorrido entre a criação do estandarte principesco e a declaração de independência do Brasil. Entre setembro e dezembro de 1822, o brasão foi encimado por coroa real, visto que se planejava manter a condição do Brasil como reino, ainda que independente. Apenas com a sagração de D. Pedro como imperador, no final daquele ano, que se substituiu aquela por uma coroa imperial. O Brasão do Império do Brasil, foi oficializado por um  decreto imperial datado de 18 de Setembro de 1822.

(...) Será d’ora em diante o Escudo deste Reino do Brasil, em campo verde huma esphera Armilar de ouro atravessada por uma Cruz da Ordem de Christo, sendo circulada a mesma Esphera de dezenove Estrelas de prata em uma orla azul; e firmada a Coroa Real Diamantina sobre o Escudo, cujos lados serão abraçados por dois ramos das plantas de Caffé e Tabaco, como Emblemas de sua riqueza comercial, representados na sua própria cor e ligados na sua parte inferior pelo Laço da Nação. A Bandeira Nacional será composta de hum paralellogramo verde e nelle inscripto hum quadrilátero rhomboidal côr de ouro, ficando no centro deste Escudo das Armas do Reino do Brasil.
— Decreto de 18 de setembro de 1822, que dá ao Brasil um escudo de armas.

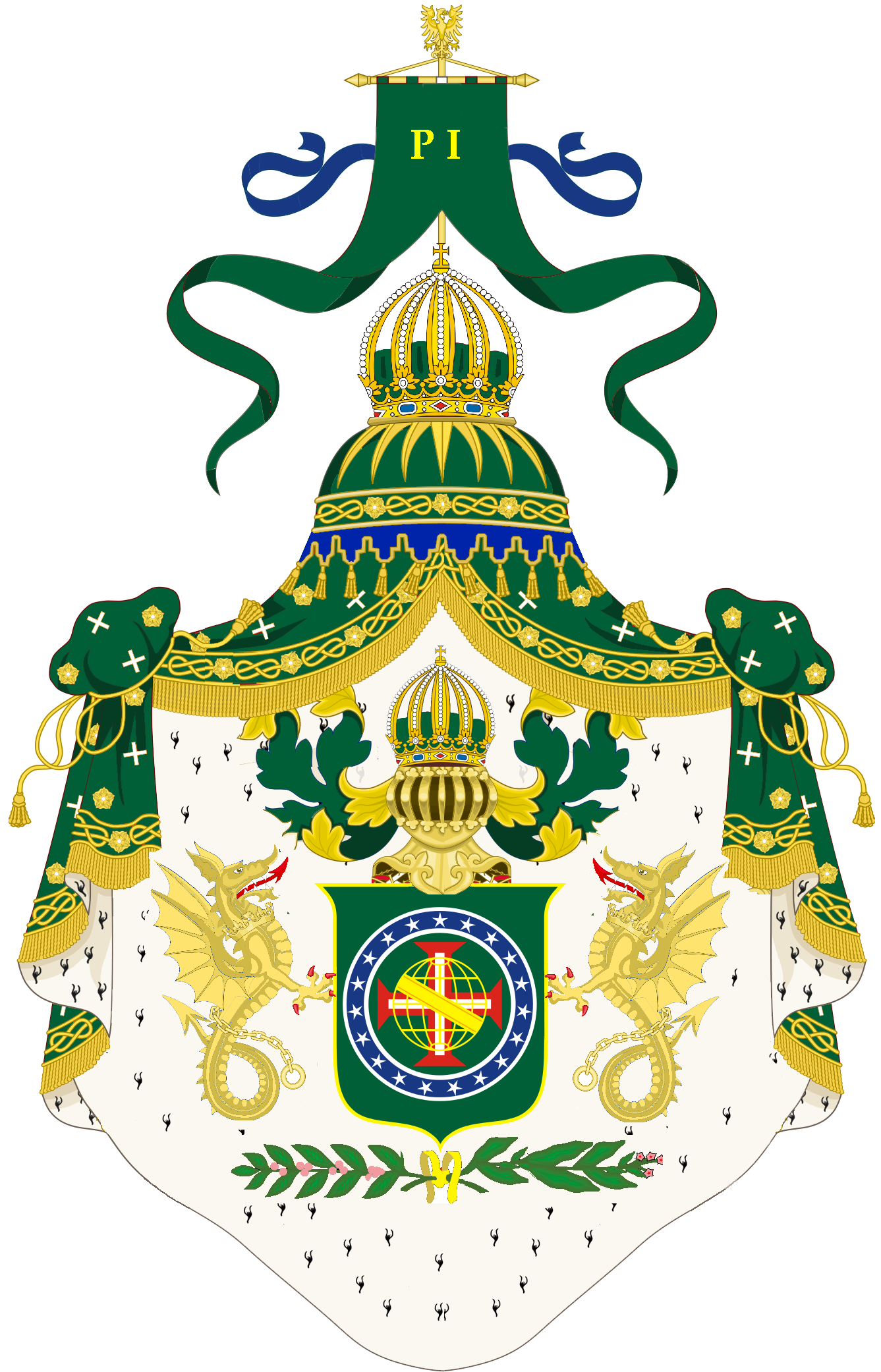
Brasão do Império do Brasil, na versão grande selo, durante o Primeiro Reinado

O brasão mantinha diversos elementos lusitanos, denotando o vínculo histórico que ainda se reconhecia com a antiga metrópole. A esfera armilar, utilizada desde o século XVII no estandarte pessoal dos príncipes do Brasil, foi mantida como emblema do país. A cruz da Ordem de Cristo, que já encimava o dístico da antiga bandeira principesca, foi mantida por trás da esfera. Em verdade, a combinação da cruz da Ordem de Cristo sob a esfera armilar já vinha sendo usada no Brasil desde, pelo menos, 1700, no anverso das moedas cunhadas na colônia.
Como inovação, costuma-se apresentar o listel azul orlado de prata, carregado de dezenove estrelas igualmente prateadas, a representar as províncias de então. Segundo Luís Marques Poliano, contudo, essa solução encontrada para simbolizar as províncias do Brasil já havia sido utilizada em uma obra: a portada da igreja de São Francisco de Assis, em Ouro Preto, esculpida por Aleijadinho pelo menos quarenta anos antes da Independência. Na obra de Aleijadinho, as dezenove estrelas circundam as quinas do brasão português, imagem essa que foi posteriormente, em 1780, pintada no teto da sacristia da mesma igreja. Luís Marques Poliano indica que essa figura, inusitada por substituir as tradicionais torres do brasão real português por estrelas, poderia ter servido de inspiração a D. Pedro de Alcântara, que havia visitado a então Vila Rica em abril de 1822, ou mesmo seu pai, D. João VI. O historiador português Augusto de Lima Júnior adquiriu em Lisboa parte do arquivo particular do monarca, no qual constava um estudo de brasão atribuído a Debret, encomendado pelo então rei. O brasão era muito similar ao utilizado posteriormente pelo príncipe real, com a cruz da Ordem de Cristo sob a esfera armilar, circundadas por dezenove estrelas soltas sendo que a do topo era maior, tudo suportado por um ramo de cana-de-açúcar à destra e de fumo à sinistra, atados ao pé por uma serpe alada, timbre da casa real portuguesa, comum e erroneamente descrita como um dragão e dita – timbre da casa de Bragança. Talvez fosse um projeto de nova bandeira para o Reino do Brasil, talvez para o pavilhão particular do príncipe real (que seria efetivado dois anos depois), ou mesmo para alguma outra finalidade.

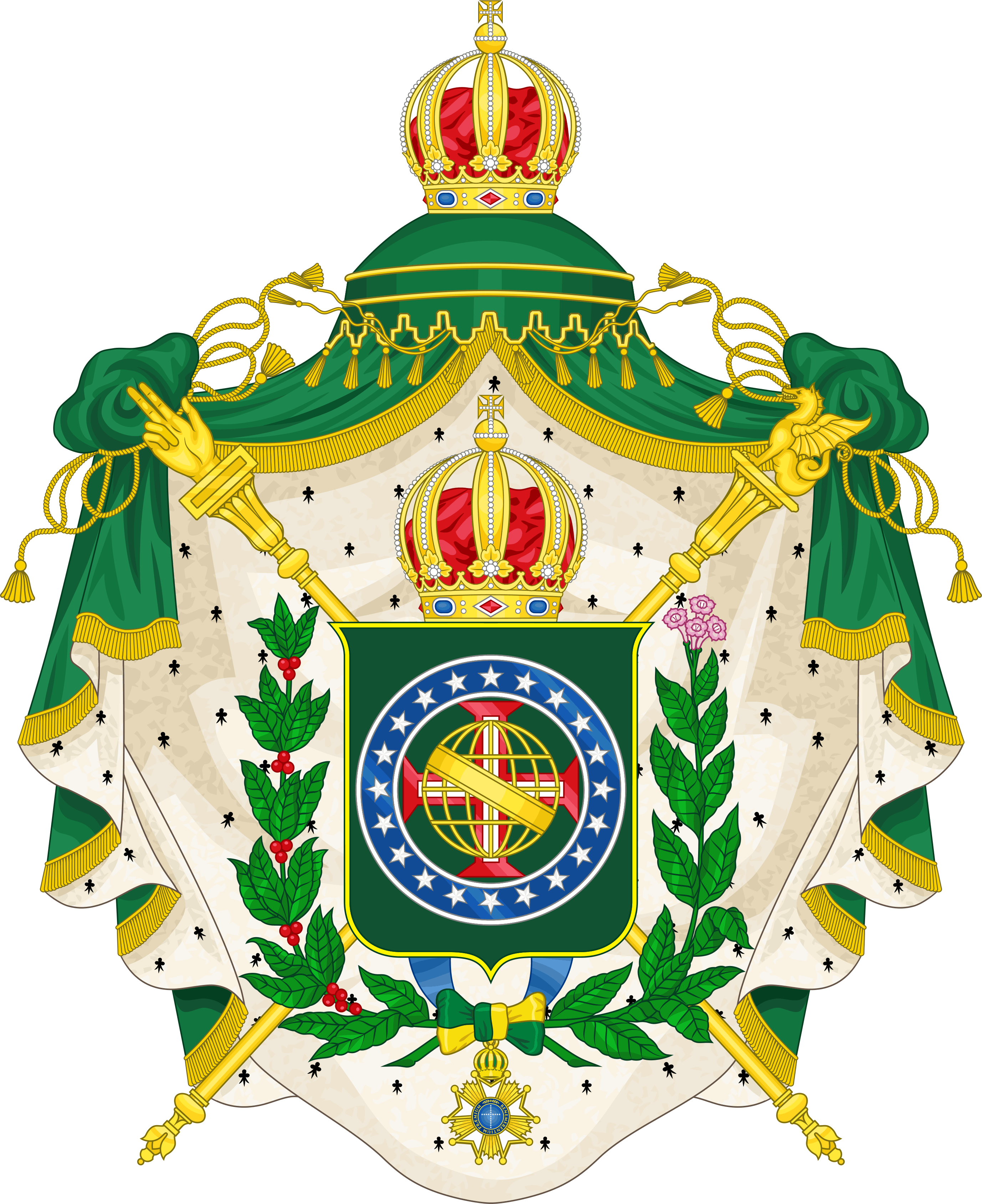
O brasão do Império do Brasil na versão grande selo ou grandes armas, durante o Segundo Reinado

A escolha do escudo em formato continental, mais conhecido na heráldica brasileira como neoclássico ou samítico no brasão imperial indica a preferência por novos formatos a substituir o antigo escudo em cálice, típico da heráldica lusitana; pode-se constatar essa preferência nos brasões da nobreza brasileira, a maioria tendo adotado o escudo neoclássico. A suportar o brasão havia um ramo de cada lado: um de café, frutificado, e outro de fumo, florido, representando as culturas que começavam a se destacar na produção agrícola nacional. Em conformidade com o estandarte pessoal do príncipe real, que posteriormente viria a ser o pavilhão imperial, são respeitadas no brasão aquelas que se manteriam como as cores nacionais do Brasil até os dias atuais: o verde, em referência à casa de Bragança, da qual pertencia D. Pedro I, e o amarelo, em referência à casa de Habsburgo, da qual pertencia D. Leopoldina.
Anos mais tarde, a partir da criação da Província do Paraná em 1853, automaticamente o brasão imperial passou a ter a vigésima estrela, apesar de certa demora pois ainda se passou tempos com a bandeira com ainda no padrão 19 estrelas (Tavares, 1991. p. 37). Refletia a realidade territorial de então, a perda da Cisplatina, compensada pela criação de duas novas províncias: a do Amazonas e Pará, em 1850, originada da subdivisão do Grão-Pará, e a do Paraná, em 1853, a partir de seu desmembramento da província de São Paulo. Nota-se que, nas moedas, o número de estrelas é sempre dezenove, desde 1822 a 1889, e que nos clichés das armas do Império usados pela Imprensa Nacional, figuram dezenove estrelas até 1879 e vinte daí em diante.
Semelhantemente a outras casas soberanas, as Armas Nacionais eram também as armas do monarca e de sua família. Assim, após a proclamação da República, os membros da família imperial brasileira mantiveram para si o antigo brasão imperial. Com o casamento de D. Isabel Leopoldina com Luís Gastão d'Orléans, conde d'Eu, e a elevação daquela à chefia da casa imperial, acrescentou-se um escudete no abismo do brasão com as armas da casa d'Orleães.

## Brasil Republicano (1889–)

Brasão adotado por alguns clubes republicanos, com a substituição da coroa imperial pelo barrete frígio; outros clubes usavam uma estrela de cinco pontas em seu lugar.

Quando da Convenção de Itu, em 1870, foi adotado, como símbolo do Clube Republicano, o brasão imperial encimado por barrete frígio, outro símbolo republicano que remonta à Revolução Francesa.
Por sua vez, as armas nacionais adotadas pelo regime republicano mantiveram muito do antigo brasão imperial. Substitui-se a cruz da Ordem de Cristo pelo Cruzeiro do Sul e a esfera armilar pelo círculo azul que também representa a esfera celeste; mantiveram-se os ramos de café e fumo, além do listel com as estrelas a representar as unidades territoriais que compõem a nação. A fita verde e amarela, abaixo, mudou para azul. Foram adicionadas a estrela de cinco pontas, símbolo republicano, e a espada, símbolo militar.
O brasão está presente nas bandeiras presidencial e vice-presidencial do Brasil, na faixa presidencial, na capa da Constituição e da Carteira de Trabalho, dentre outros símbolos e documentos.

## Brasões históricos

Brasão do Estado do Brasil (1645-1815)[29]
Armas da Colônia Neerlandesa do Brasil (1638-1654)[30]
Armas do Reino Unido de Portugal, Brasil e Algarves (1815-1822)
Armas do Reino do Brasil Independente sob o Príncipe-Regente D. Pedro de Alcântara (18 set. 1822- 1 dez.1822)
Armas do Império do Brasil com 19 estrelas (1822-1853)[nota 3][31]
Armas do Império do Brasil com 20 estrelas (1853-1889)[nota 4][34]
Grandes Armas do Império do Brasil, versão Segundo Reinado
Armas Nacionais dos Estados Unidos do Brasil (1889-1968)
Armas Nacionais da República Federativa do Brasil (1968-1971)
Armas Nacionais da República Federativa do Brasil (1971-1992)
Armas Nacionais da República Federativa do Brasil (1992-)

## Exemplos
É comum a existência das Armas Nacionais no fronte principal de algumas arquiteturas de prédios públicos, entre eles no cimo da entrada do Palácio Guanabara, no Rio de Janeiro, e no palácio da intendência municipal de Teresina, entre outros.
Também é presente na decoração heráldica de mobiliários como mesas, caixas de correio, cadeiras, jarros, tetos, vitrais e outros.

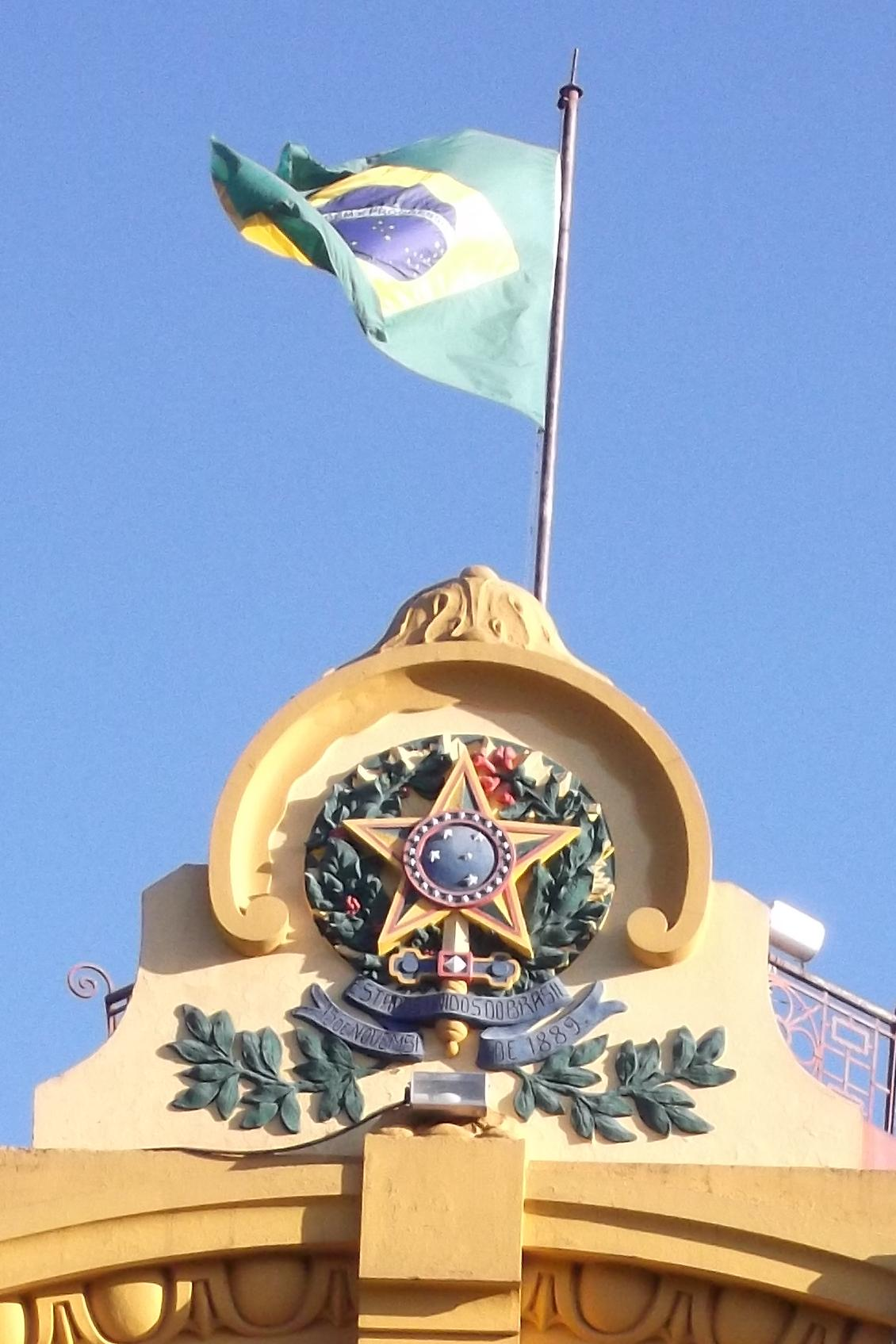
Encimado com a Bandeira do Brasil.
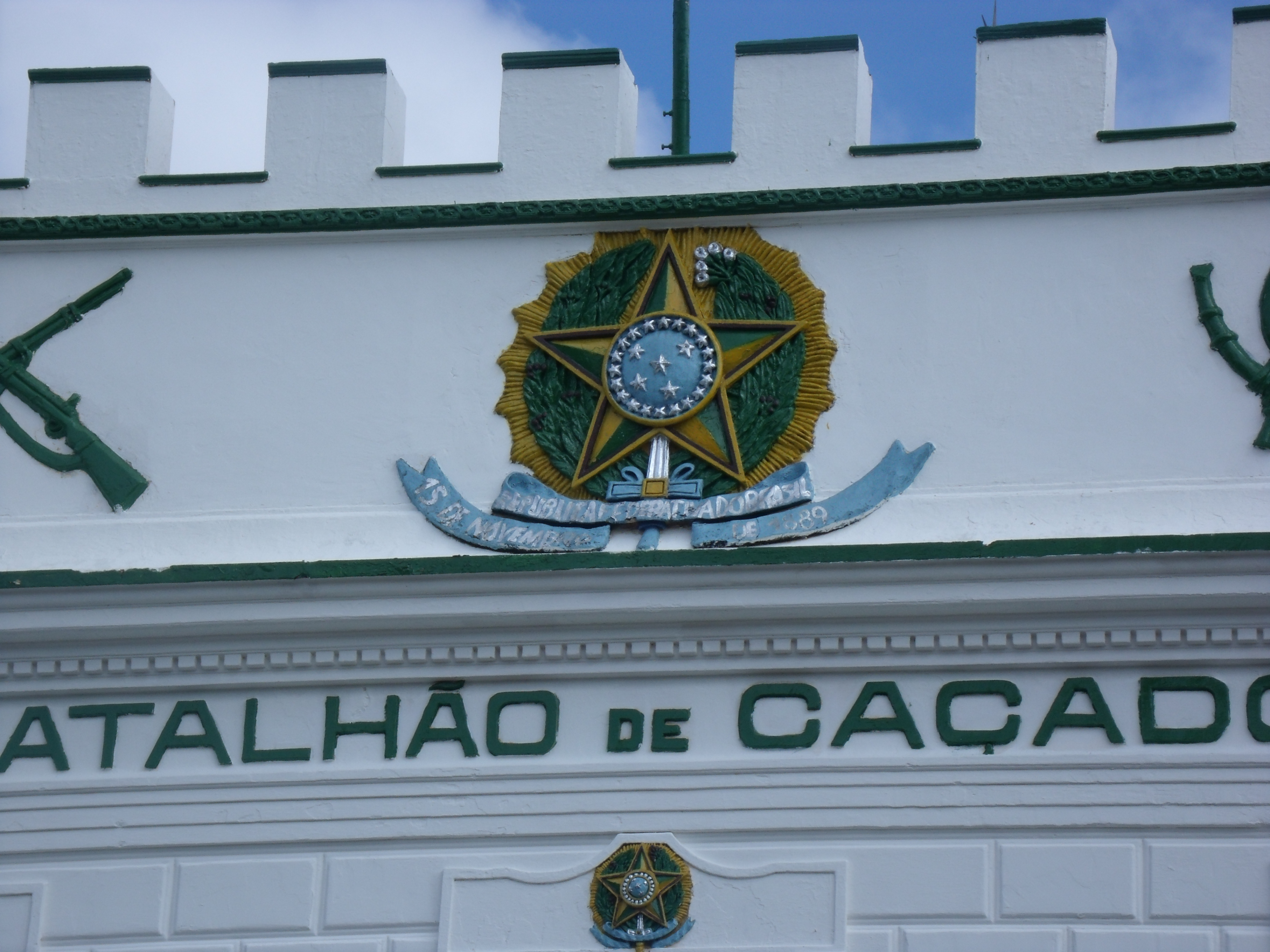
Em prédio público
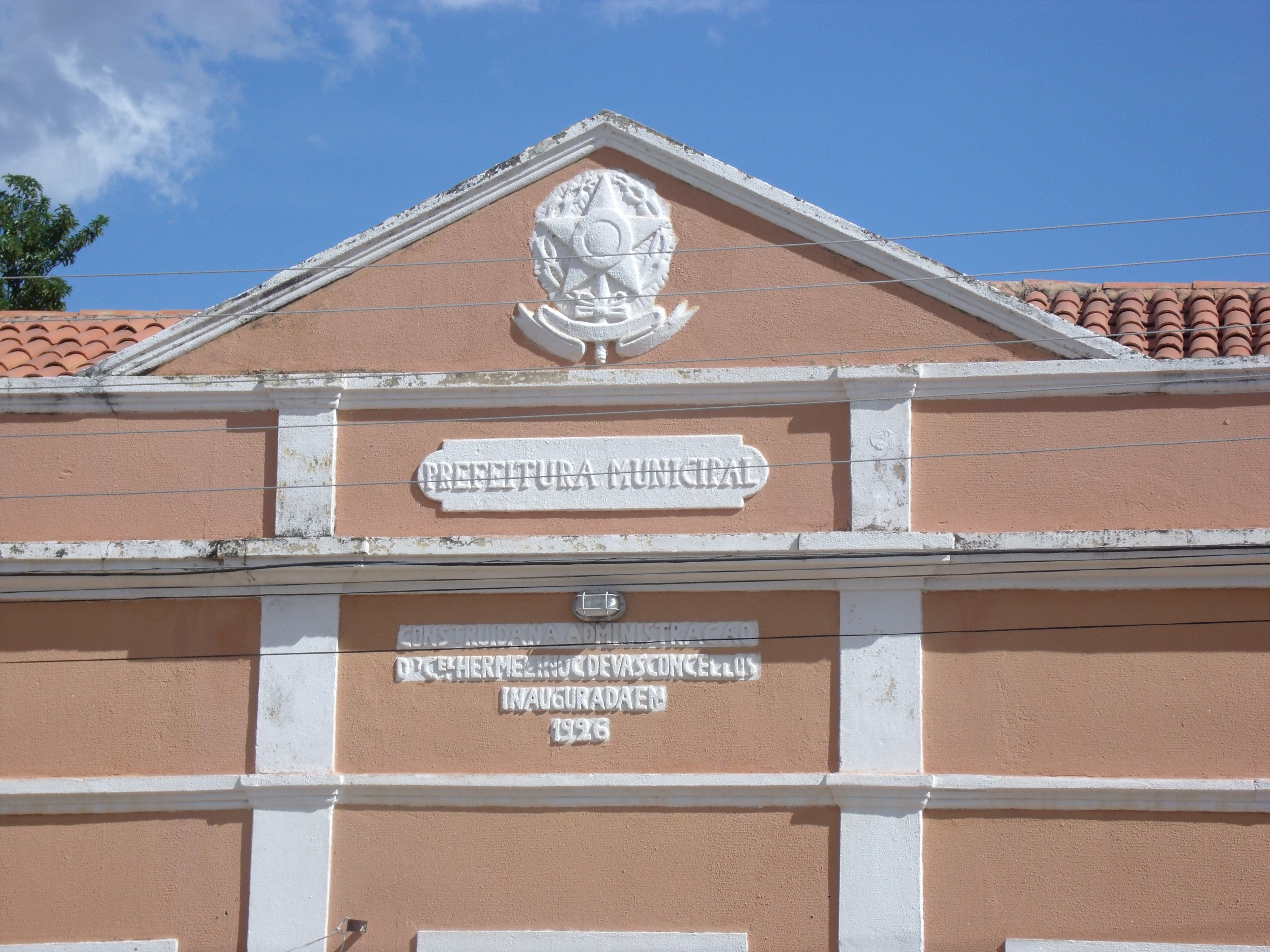
Em relevo na fachada da Biblioteca Municipal de Castelo do Piauí.
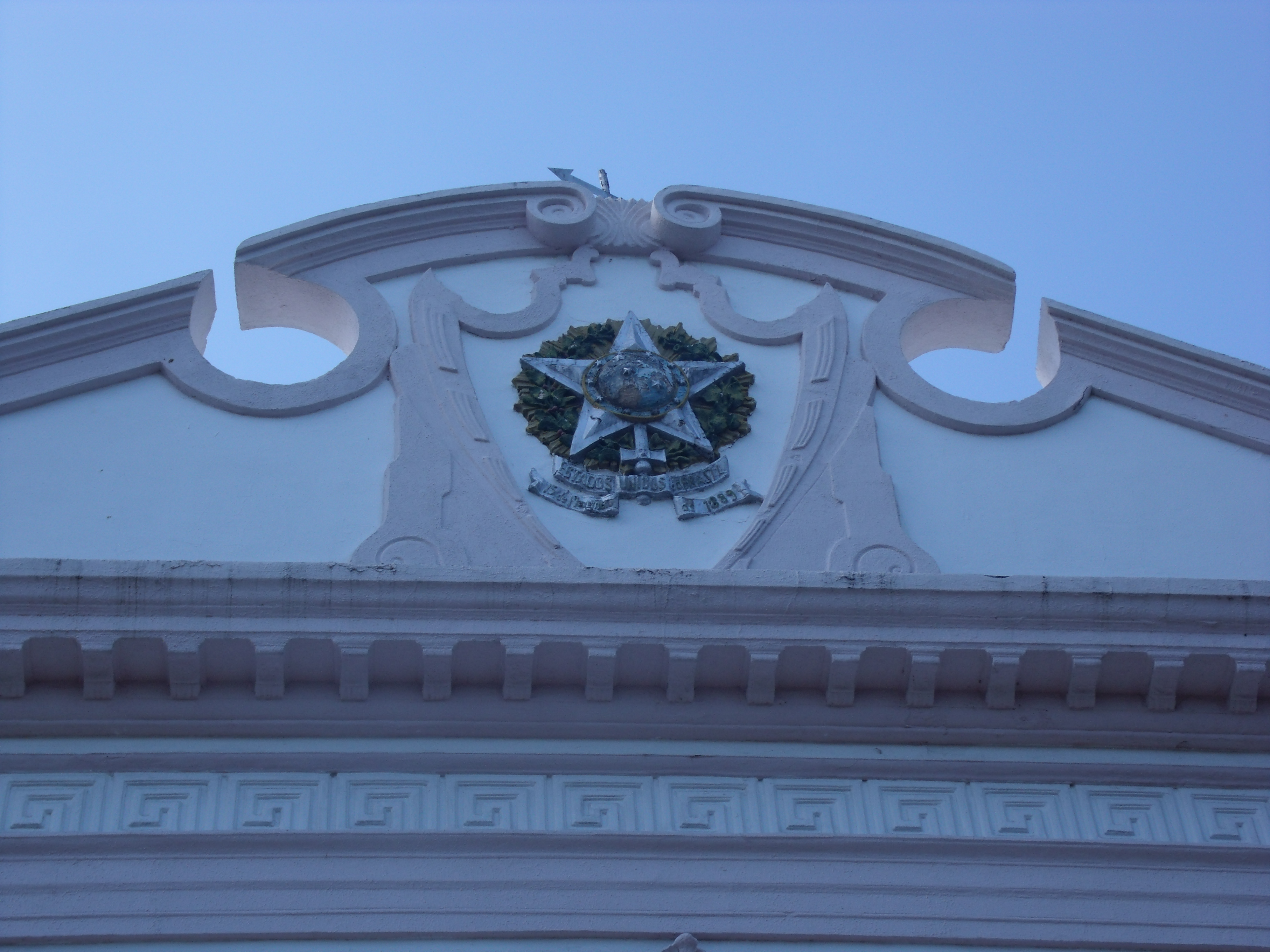
Em relevo na fachada do Palacete da Justiça Federal, em Teresina. Construído entre 1902 a 1905.
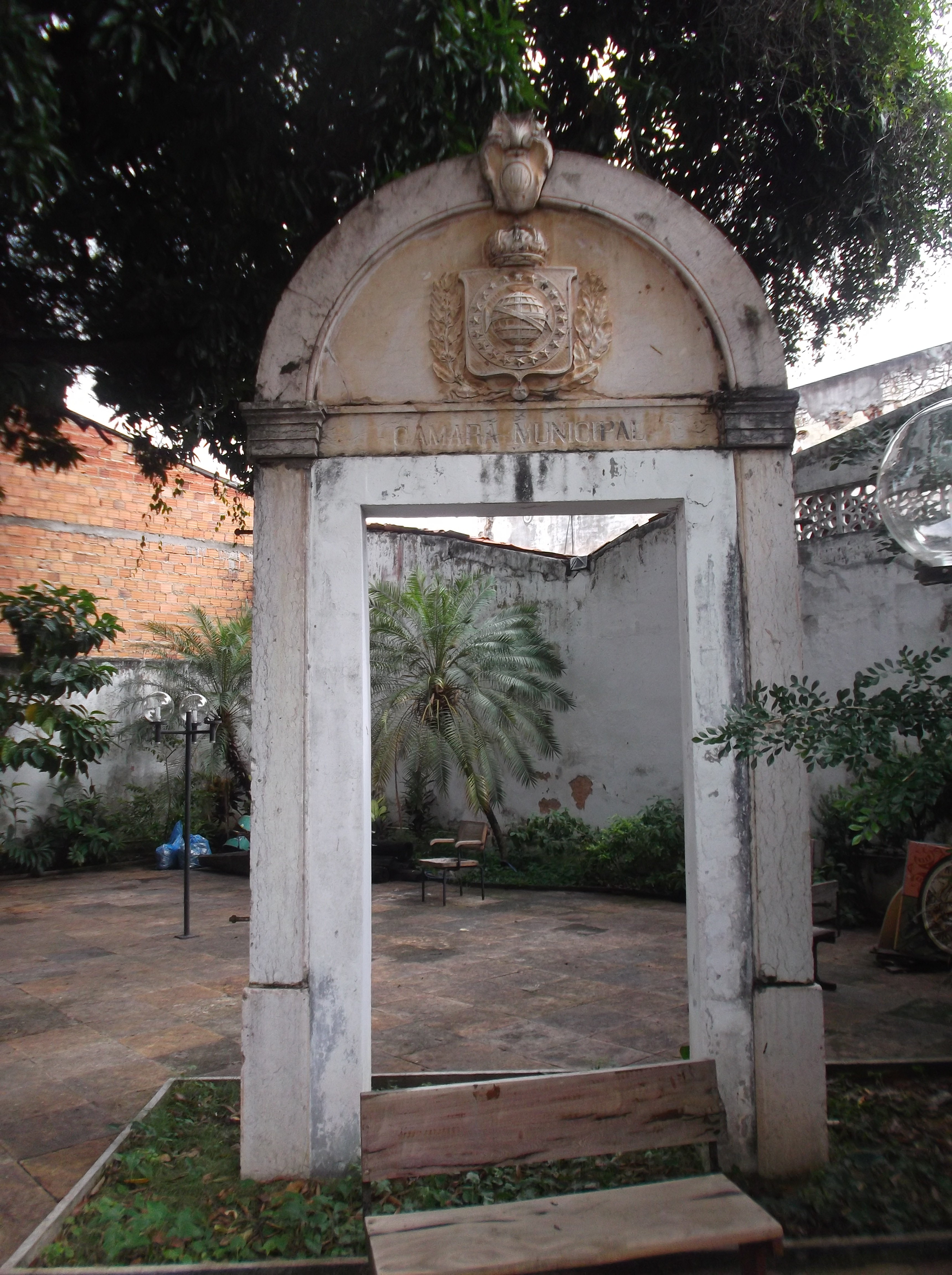
Brasão do império na frontaria que foi da Câmara Municipal de Parnaíba, Piauí. Atualmente no Museu do Piauí.
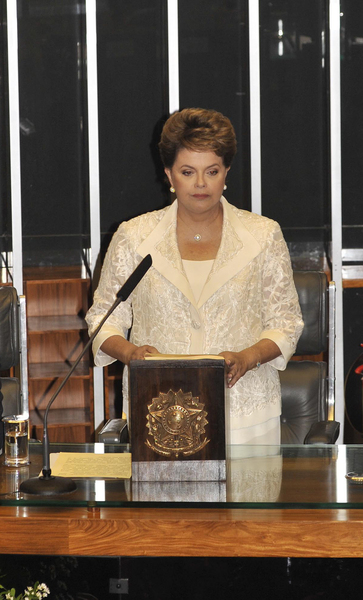
O brasão em palanque na fala de posse da ex-presidente Dilma Rousseff em 2011.
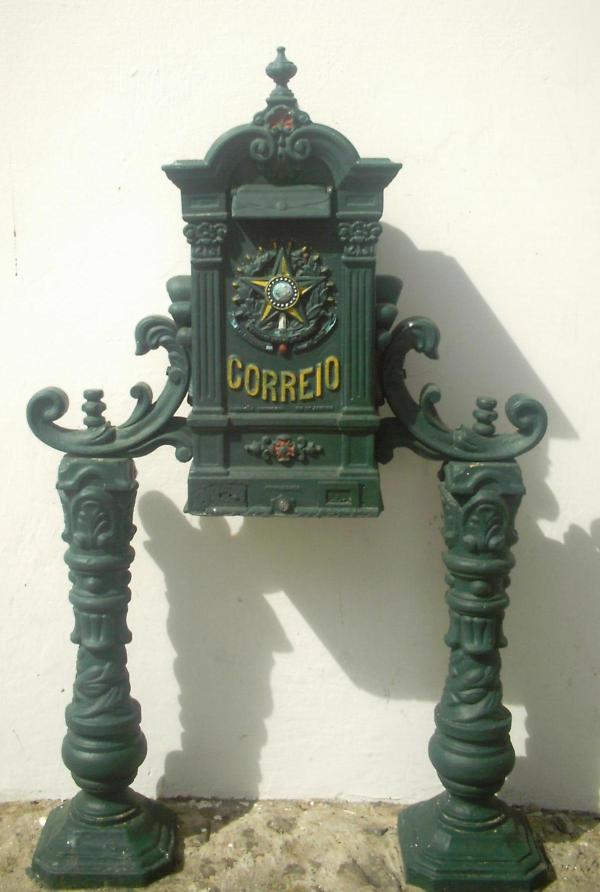
Compondo o relevo de uma clássica caixa de correio.
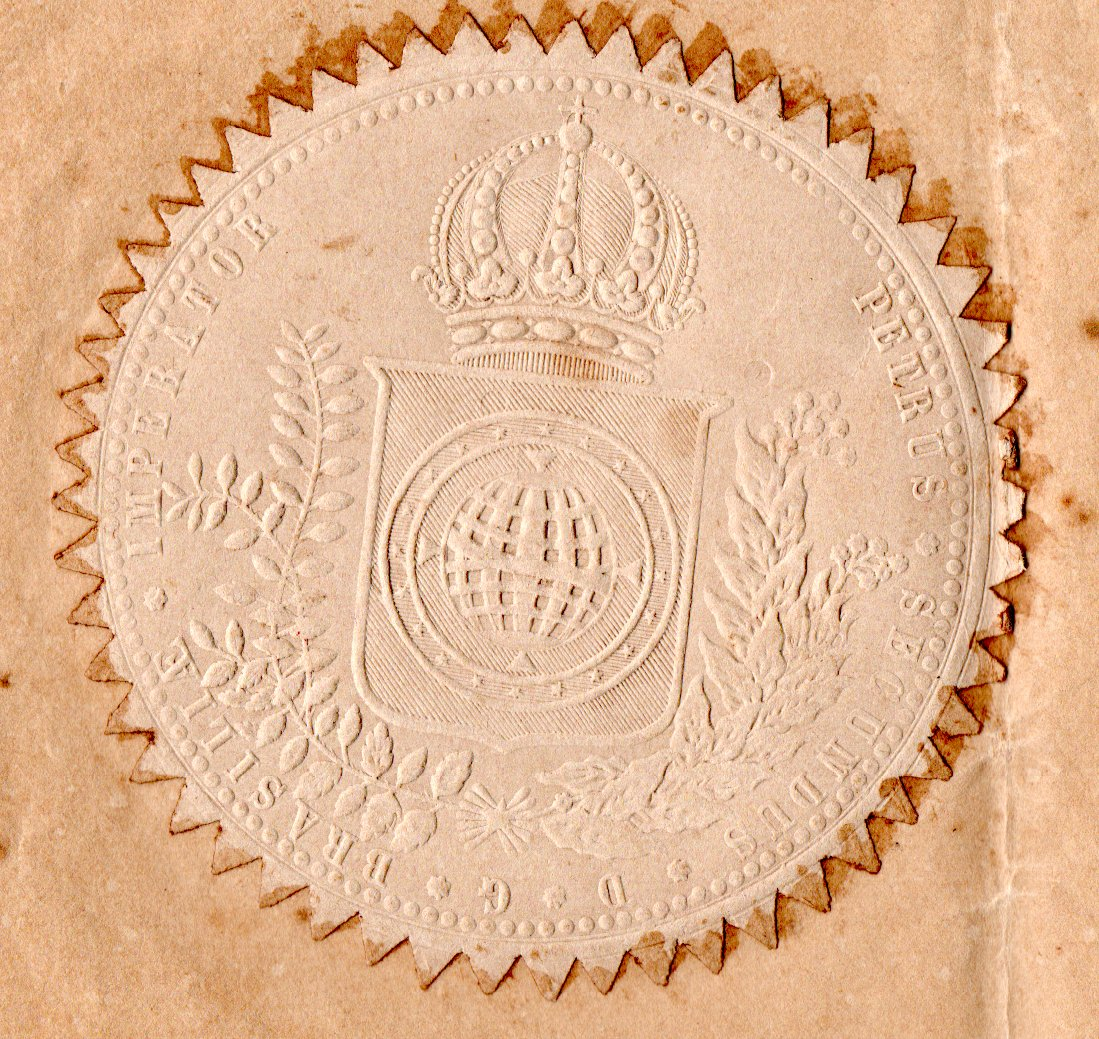
Selo nacional com o brasão imperial, 1871.
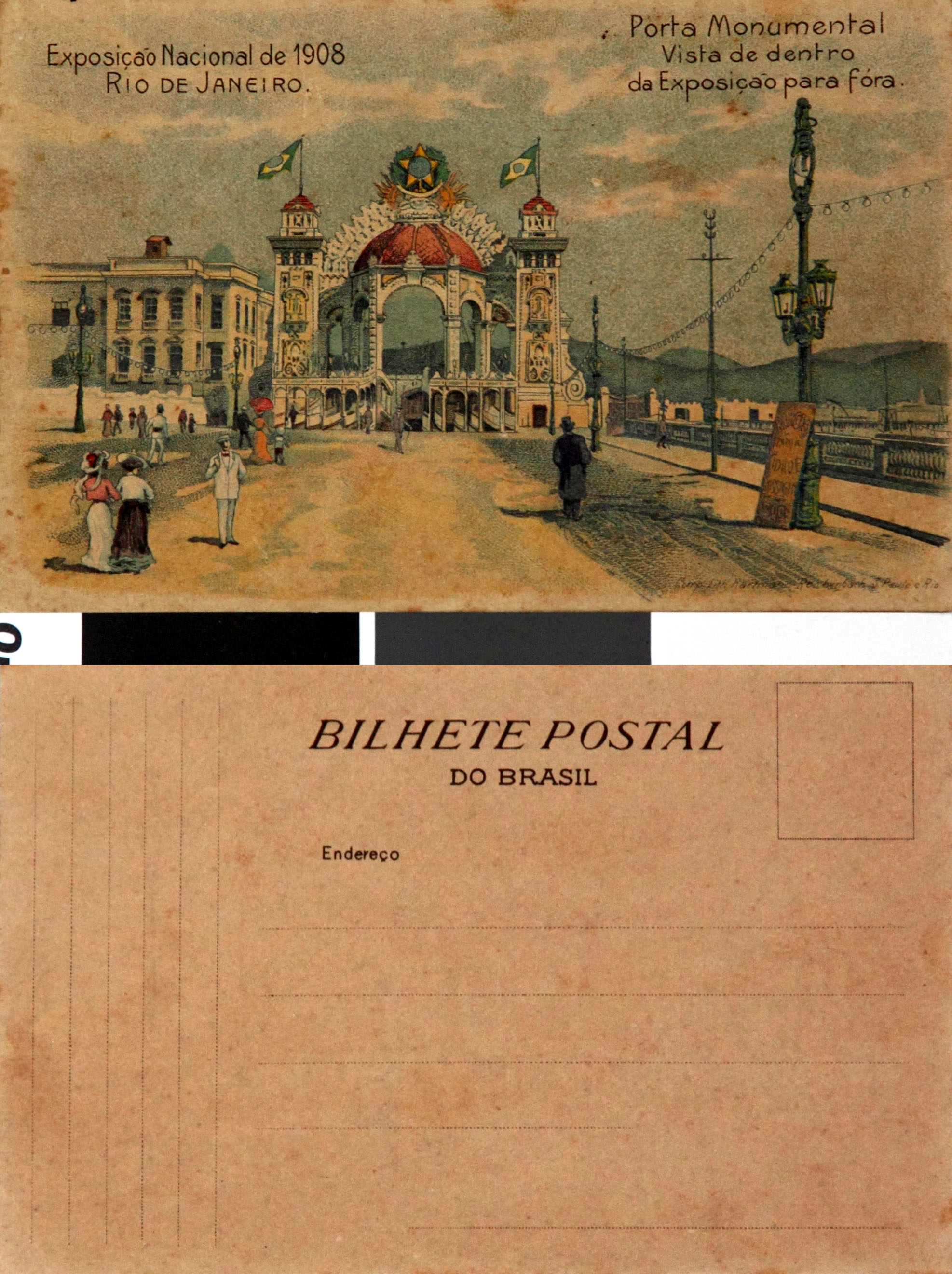
Compondo a arquitetura do cimo do portal da Exposição Nacional de 1908